# Мерцбахер, Ойген
Ойген Мерцбахер (англ. Eugen Merzbacher, 9 апреля 1921, Берлин, Германия — 6 июня 2013, Чапел-Хилл, США) — американский физик немецкого происхождения, работавший в области квантовой механики. Известен своим учебником «Quantum Mechanics». В 1990 году являлся президентом Американского физического общества.

## Биография
Родился в семье преподавателей и учёных в Берлине 9 апреля 1921 года. В 1935 году вместе с семьёй перебрался в Турцию, где окончил Стамбульский университет по направлению «физика». После окончания учёбы с 1943 по 1947 годы преподавал химию и физику.
В 1947 году эмигрирует в США, чтобы продолжить обучение в Гарвардском университете. Под руководством Юлиана Швингера за три года подготовил диссертацию на степень доктора философии, посвящённую теории бета-распада.
После короткого пребывания в Институте перспективных исследований в Принстоне, в 1951 году перебрался в Университет Дьюка, где принял участие в теоретической поддержке новой ядерной программы. Уже через год, однако, переезжает в Университет Северной Каролины в Чапел-Хилле, где начинает работу на физическом факультете. Здесь Ойген Мерцбахер остаётся уже на всю жизнь. В 1969 году получает на факультете позицию профессора физики.
В качестве временного сотрудника работал также в Институте Нильса Бора в Копенгагене в 1959—1960 годах и во Франкфуртском университете в 1977 году.
В 1977—1982 годах будучи ректором физического факультета провёл крайне необходимую на тот момент ревизию курса физики и астрономии, преподаваемого студентам.
В 1971—1972 годах возглавлял Южно-восточную секцию Американского физического общества. В течение многих лет являлся одним из ведущих чиновников общества, и в 1990 году занимал должность его президента. На этих должностях провёл большую работу по адаптации стратегии общества и его документов, в первую очередь конституции, к изменявшимся реалиям, в которых приходилось работать членам общества. В середине 1990-х годах принимал участие в работе рабочей группы, направленной на ужесточение критериев принятия к публикации статей в журналах, выпускаемых Американским физическим обществом.

## Научные достижения
Известен своими работами по применению борновского приближения плоских волн к задаче возникновения вакансий на внутренних оболочках атомов при их столкновении с ионами. В частности, один из первых понял, что динамика подобных взаимодействий, включая излучение электромагнитных волн, может быть понята как эволюция изолированных атомных энергетических уровней в квази-молекулярные уровни и назад. Две из его статей были включены в число 50 самых важных статей, опубликованных American Journal of Physics за его первые 50 лет.

## Членство в общественных организациях
- Американское физическое общество

## Награды
- 1992 — Медаль Эрстеда, Американская ассоциация учителей физики